# Eupempelus illuminus
Eupempelus illuminus là một loài bọ cánh cứng trong họ Cerambycidae.